# タロット図解

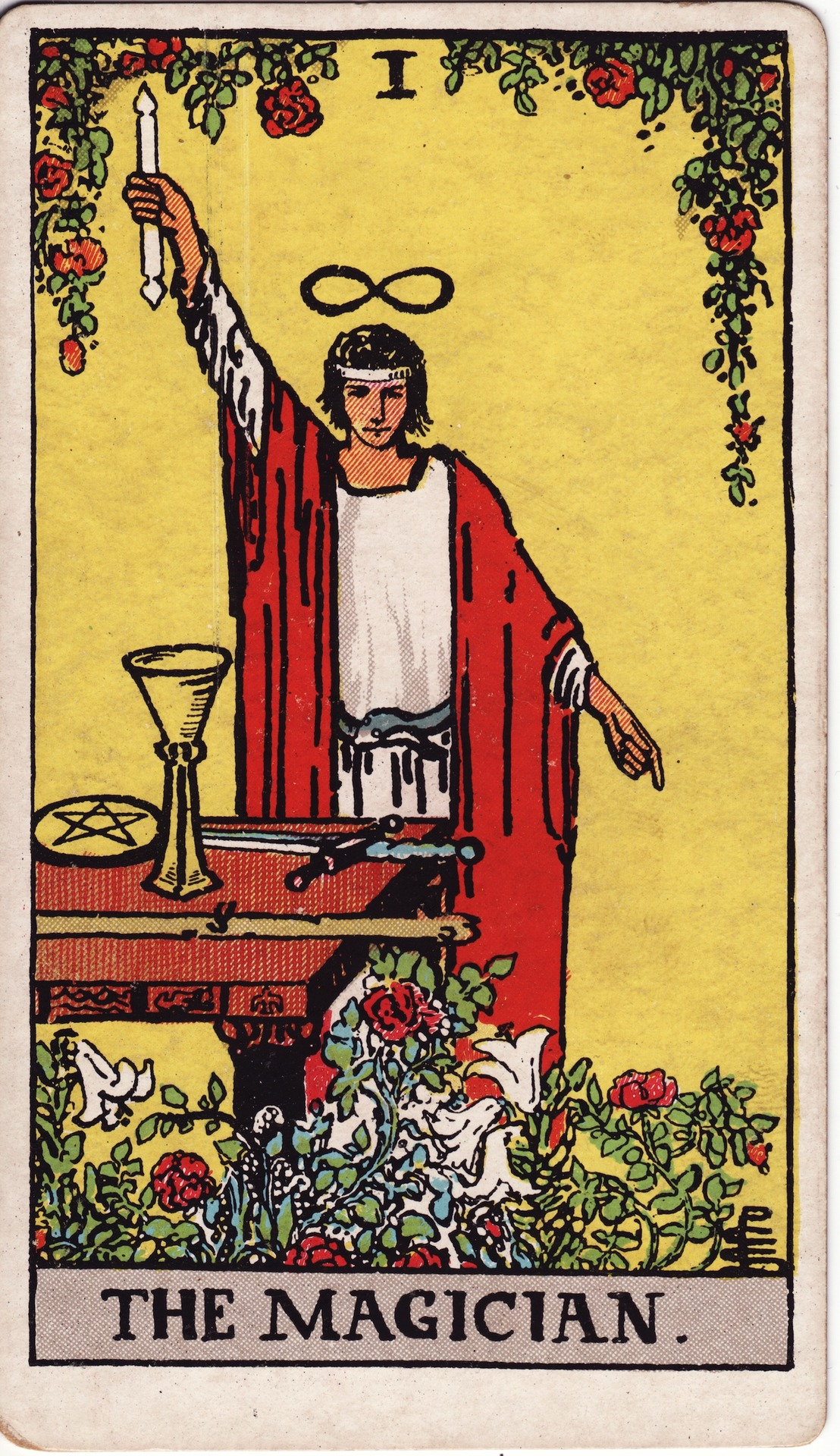
ウェイト版の魔術師

『タロット図解』（タロットずかい、The Pictorial Key to the Tarot）とは、イギリスで1911年において、ウェイト版のデッキカードと共に出版されたアーサー・エドワード・ウェイトのタロット占いの解説書である。

## 概要
ウェイトはオカルティストであるが、デッキカードに含まれるシンボルに関心を持ち、カードの持つ背景の伝統、解釈、歴史に多くの調査を行った。
この本は、ウェイト自身がモノグラフと名づけた3つの章から構成されている。

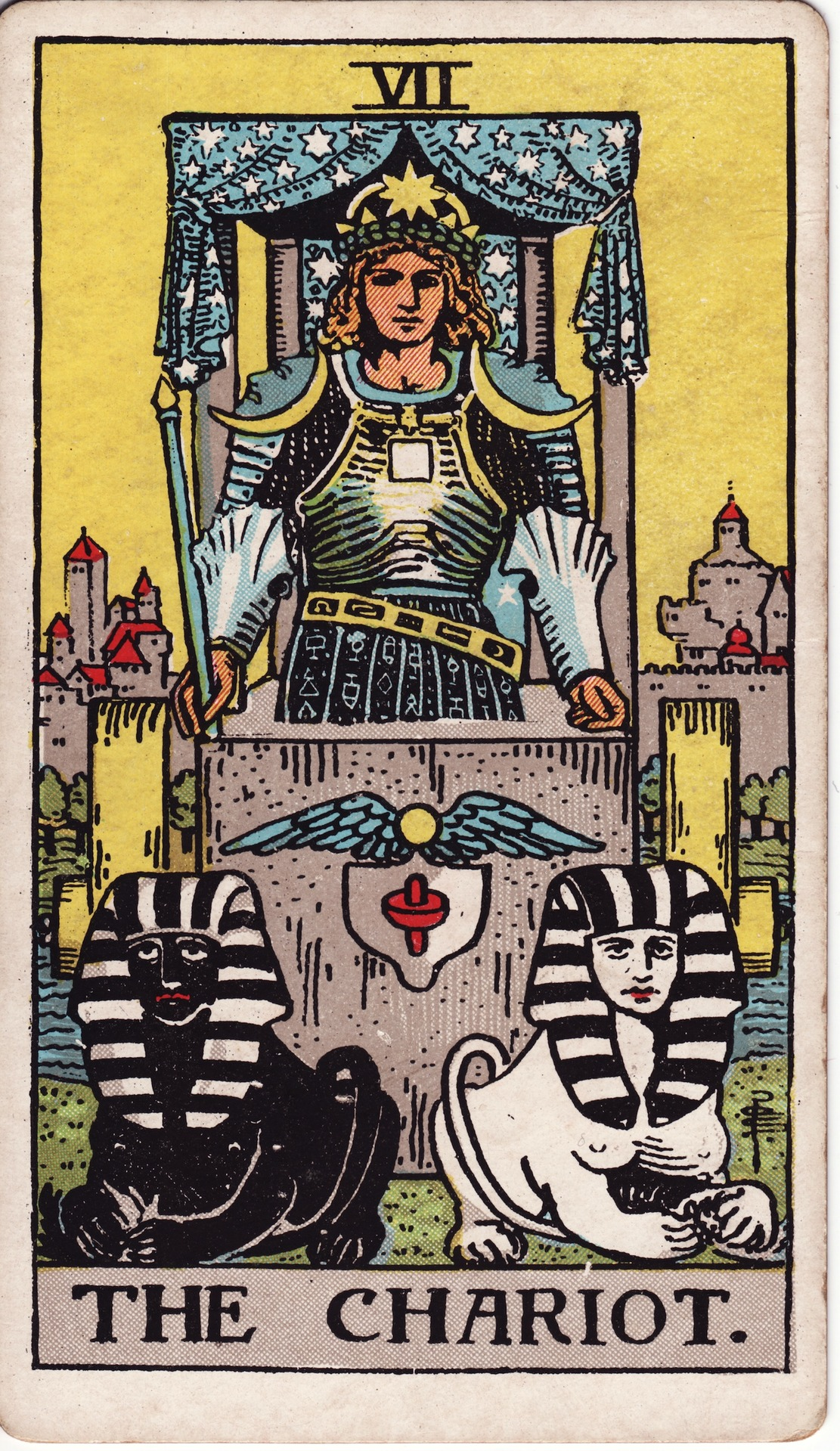
ウェイト版の戦車

パートI「ベイルとシンボル」　
これは、タロットの歴史に基づいた、各カードに関連付けられている伝統的なシンボルの簡単な概要である。　ウェイトは、タロットがエジプトに起源を持つという根拠の無い通説を退け、15世紀においてカードは存在しないと指摘している。
パートII「ベイルの教義」　
ウェイト版デッキの78枚の黒と白のプレートの内容および各カードに選ばれた独特のシンボルの議論。ウェイトは、初期のフランスのオカルティストであるエリファス・レヴィが、「戦車」を曳く伝統的な二頭のスフィンクス（獅子女）を誤解に基づいて、勝手に馬に変更してしまったと同定している。
パートIII「オラクルのアウターメソッド」　
本書が普及に貢献する有名なケルトクロス式タロット占いのレイアウトの説明および、このカードを使用した占いの注意事項。

## その他
- 1918年、アメリカのLWデローレンスは、ウェイトに無断で、「The Illustrated Key to the Tarot: The Veil of Divination」というタイトルで、この本の内容とウェイト版の大小アルカナのイラストを丸写しして出版している。